# Бродецкий, Зелиг
Зелиг Бродецкий (10 февраля 1888, Ольвиополь, Херсонская губерния — 18 мая 1954, Лондон) — британский математик, профессор.
Был вторым из 13 детей в многодетной еврейской семье, покинувшей Российскую империю из-за погромов (в детстве стал свидетелем убийства дяди погромщиками). Учился в еврейской школе в Кентоне, на севере Лондона, Trinity College Кембриджского университета, степень доктора защитил в Лейпцигском университете.
В 1914—1919 годах работал в Бристольском университете, в 1920—1948 годах в Лидском университете (профессор математики с 1924 года), президент Еврейского университета в Иерусалиме и председатель исполнительного совета университета (1949—1951).
Член Исполкома Всемирной сионистской организации и Еврейского агентства в Палестине. Почётный президент Сионистской федерации Великобритании и Северной Ирландии. Почётный президент Всемирного союза Маккаби. Президент Совета британских евреев (1940–1949). Член Королевского астрономического общества, Королевского аэронавтического общества, британского Института физиков (Физического общества).
Жена - Маня Бродецки (Manya Brodetsky) - сестра И.Беренблума.
Племянник — астроном Леон Местель.